# Fernando Pérez (Fußballspieler)
José Fernando Pérez Varela (* 29. Mai 1962) ist ein ehemaliger chilenischer Fußballspieler. Der Mittelfeldspieler bestritt drei Länderspiele für die Nationalmannschaft Chiles.

## Karriere

### Vereine
Fernando Pérez begann seine Profikarriere 1983 beim CD Huachipato und war bis zu seinem Abgang 1990 Stammspieler. Zwei Jahre spielte er dann für Unión Española und schloss sich 1992 Coquimbo Unido an. Nach einer Saison bei Provincial Osorno wechselte er zum Zweitligisten Deportes Concepción, mit dem er als Meister in die Primera División aufstieg. 1996 begab er sich zum Abschluss seiner Profikarriere zu Regional Atacama. Insgesamt bestritt Pérez 318 Ligaspiele, in denen er 40 Tore erzielte.

### Nationalmannschaft
In der Nationalmannschaft Chiles debütierte Fernando Pérez im Juni 1988 in einem Freundschaftsspiel gegen die US-amerikanische Nationalmannschaft, als er für Sergio Salgado eingewechselt wurde. Insgesamt bestritt er drei Länderspiele. Zuletzt spielte Pérez im Wettbewerb um die Copa Boquerón im September 1988 gegen die Nationalmannschaft Ecuadors.